# Сабін Аппельманс
Сабін Аппельманс (нід. Sabine Appelmans; нар. 22 квітня 1972) — колишня професійна бельгійська тенісистка. Найвищу одиночну позицію рейтингу WTA — ранг 16 — досягнула 24 листопада 1997 року.

### Виступи у турнірах Великого шолома
| Турнір                           | 1988 | 1989 | 1990 | 1991 | 1992 | 1993 | 1994 | 1995 | 1996 | 1997 | 1998 | 1999 | 2000 | 2001 |
| -------------------------------- | ---- | ---- | ---- | ---- | ---- | ---- | ---- | ---- | ---- | ---- | ---- | ---- | ---- | ---- |
| Australian Open                  | -    | -    | 3р   | 2р   | 1р   | 1р   | 3р   | 3р   | 2р   | ЧФ   | 1р   | 3р   | 3р   | 2р   |
| French Open                      | 2р   | -    | 1р   | 2р   | 2р   | 2р   | 2р   | 3р   | 3р   | 1р   | 1р   | 1р   | 1р   | -    |
| Вімблдонський турнір             | -    | -    | -    | 1р   | 2р   | 3р   | 1р   | 1р   | 2р   | 2р   | 3р   | 2р   | 2р   | -    |
| Відкритий чемпіонат США з тенісу | -    | -    | 3р   | 1р   | 2р   | 2р   | 1р   | 3р   | 1р   | 1р   | -    | 2р   | 1р   | -    |
| Чемпіонат WTA                    | -    | -    | -    | -    | -    | -    | -    | -    | -    | 1р   | -    | -    | -    | -    |

## Фінали турнірів WTA

### Одиночний розряд: 12 (7 титули, 5 поразки)
| Результат | W/L | Дата     | Турнір                | Покриття   | Опонент          | Рахунок                 |
| --------- | --- | -------- | --------------------- | ---------- | ---------------- | ----------------------- |
| Поразка   | 0–1 | 1990     | Окленд, Нова Зеландія | Тверде     | Лейла Месхі      | 1–6, 0–6                |
| Поразка   | 0–2 | Кві 1991 | Japan Open            | Тверде     | Лорі Макніл      | 6–2, 2–6, 1–6           |
| Перемога  | 1–2 | 1991     | Scottsdale, US        | Тверде     | Чанда Рубін      | 7–5, 6–1                |
| Перемога  | 2–2 | 1991     | Nashville, US         | Тверде (i) | Катріна Адамс    | 6–2, 6–4                |
| Поразка   | 2–3 | Кві 1992 | Японія Open           | Тверде     | Дате Кіміко      | 5–7, 6–3, 3–6           |
| Перемога  | 3–3 | 1992     | Паттая, Таїланд       | Тверде     | Андреа Стрнадова | 7–5, 3–6, 7–5           |
| Поразка   | 3–4 | Жов 1993 | Будапешт, Угорщина    | Килим (i)  | Зіна Гаррісон    | 5–7, 2–6                |
| Перемога  | 4–4 | 1994     | Лінц, Австрія         | Килим (i)  | Майке Бабель     | 6–1, 4–6, 7–6(7–3)      |
| Перемога  | 5–4 | 1994     | Pattaya, Таїланд      | Тверде     | Патті Фендік     | 6–7(5–7), 7–6(7–5), 6–2 |
| Перемога  | 6–4 | 1995     | Bol, Хорватія         | Ґрунт      | Зілке Маєр       | 6–4, 6–3                |
| Перемога  | 7–4 | 1996     | Linz, Австрія         | Килим (i)  | Жулі Алар-Декюжі | 6–2, 6–4                |
| Поразка   | 7–5 | 1997     | Budapest, Угорщина    | Ґрунт      | Аманда Кетцер    | 1–6, 3–6                |

### Парний розряд: 14 (4 титули, 10 поразки)
| Результат | W/L | Дата     | Турнір                                         | Покриття   | Партнер          | Опоненти                               | Рахунок                      |
| --------- | --- | -------- | ---------------------------------------------- | ---------- | ---------------- | -------------------------------------- | ---------------------------- |
| Поразка   | 1.  | Лют 1991 | Oslo Open, Норвегія                            | Килим (i)  | Раффаелла Реджі  | Клаудія Коде-Кільш Зілке Маєр          | 6–3, 3–6, 4–6                |
| Поразка   | 2.  | Вер 1991 | Milan Indoor, Італія                           | Килим (i)  | Раффаелла Реджі  | Сенді Коллінз Лорі Макніл              | 6–7(0–7), 3–6                |
| Поразка   | 3.  | 1991     | Puerto Rico Open                               | Тверде     | Камілл Бенджамін | Хіракі Ріка Флоренсія Лабат            | 3–6, 3–6                     |
| Поразка   | 4.  | Лют 1992 | Faber Grand Prix, Німеччина                    | Килим (i)  | Клаудія Порвік   | Катарина Малеєва Барбара Ріттнер       | 5–7, 3–6                     |
| Поразка   | 5.  | Лют 1992 | Cesena Турнір, Італія                          | Килим (i)  | Раффаелла Реджі  | Катрін Сюїр Катрін Танв'є              | w/o                          |
| Перемога  | 1.  | 1994     | Париж, Франція                                 | Килим (i)  | Лоранс Куртуа    | Марі П'єрс Андреа Темешварі            | 6–4, 6–4                     |
| Поразка   | 6.  | Тра 1995 | Internationaux de Strasbourg, Франція          | Тверде (i) | Міріам Ореманс   | Ліндсі Девенпорт Мері Джо Фернандес    | 2–6, 3–6                     |
| Поразка   | 7.  | Тра 1996 | Madrid Open, Іспанія                           | Ґрунт      | Міріам Ореманс   | Яна Новотна Аранча Санчес Вікаріо      | 6–7, 2–6                     |
| Поразка   | 8.  | 1996     | Sparkassen Cup, Німеччина                      | Килим (i)  | Міріам Ореманс   | Крісті Богерт Наталі Тозья             | 4–6, 4–6                     |
| Поразка   | 9.  | 1997     | Відкритий чемпіонат Маямі з тенісу, США        | Тверде     | Міріам Ореманс   | Аранча Санчес Вікаріо Наташа Звєрєва   | 2–6, 3–6                     |
| Перемога  | 2.  | 1998     | Париж, Франція                                 | Килим (i)  | Міріам Ореманс   | Анна Курникова Лариса Савченко-Нейланд | 1–6, 6–3, 7–6(7–3)           |
| Перемога  | 3.  | 1998     | Rosmalen Grass Court Championships, Нідерланди | Трава      | Міріам Ореманс   | Кетеліна Крістя Ева Меліхарова         | 6–7(4–7), 7–6(8–6), 7–6(7–5) |
| Поразка   | 10. | 2000     | Australian Hard Court Championships            | Тверде     | Ріта Гранде      | Жулі Алар-Декюжі Анна Курникова        | 3–6, 0–6                     |
| Перемога  | 4.  | Тра 2000 | Belgian Open                                   | Ґрунт      | Кім Клейстерс    | Дженніфер Гопкінс Петра Рампре         | 6–1, 6–1                     |